# Olbiogaster zeylanicus
Olbiogaster zeylanicus är en tvåvingeart som beskrevs av Senior-white 1922. Olbiogaster zeylanicus ingår i släktet Olbiogaster och familjen fönstermyggor.
Artens utbredningsområde är Sri Lanka. Inga underarter finns listade i Catalogue of Life.